# Ambassade d'Algérie à Bahreïn
L'ambassade d'Algérie au Bahreïn est la représentation diplomatique de l'Algérie au Bahreïn, qui se trouve à Manama, la capitale du pays.